# Die Liebe der Danae
Die Liebe der Danae (títol original en alemany, L'amor de Dánae, Op. 83) és una òpera en tres actes amb música de Richard Strauss i llibret en alemany de febrer de 1937 de Joseph Gregor, basat al seu torn en un esbós escrit el 1920, Danae oder die Vernunftsheirat (Danae o el matrimoni de conveniència), d'Hugo von Hofmannsthal.

## Origen i context

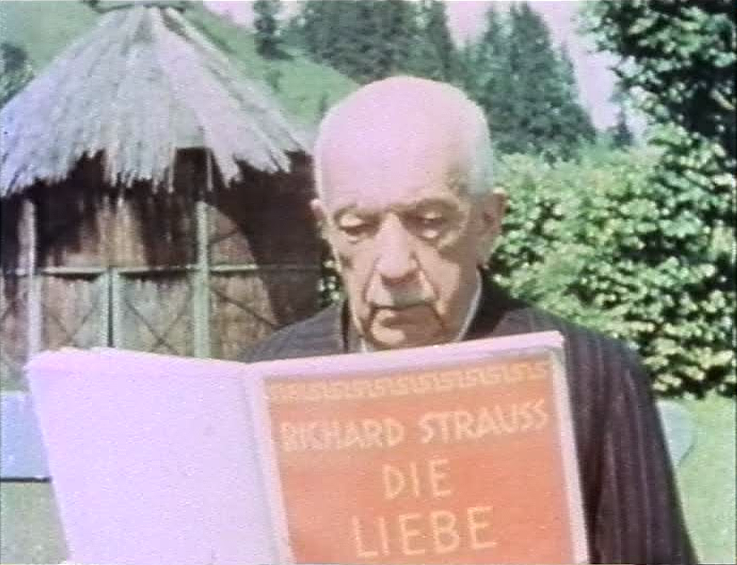
Richard Strauss llegint el llibret de l'òpera

Hofmannsthal va donar l'esborrany d'aquesta òpera a Strauss amb el títol de Danae oder die Vernunftsheirat (Danae o el matrimoni de conveniència) l'any 1920, un equivalent en alemany a La Belle Hélène d'Offenbach, que estava totalment en la línia de Der Rosenkavalier i Ariadne auf Naxos, i com opinava el poeta «requereix una música lluminosa, lleugera i viva, com només vostè es capaç de compondre». Estava basada en la mitologia, però estava tractada de forma lleugera. Però el compositor en aquell moment li va interessar més l'argument de Die ägyptische Helena.

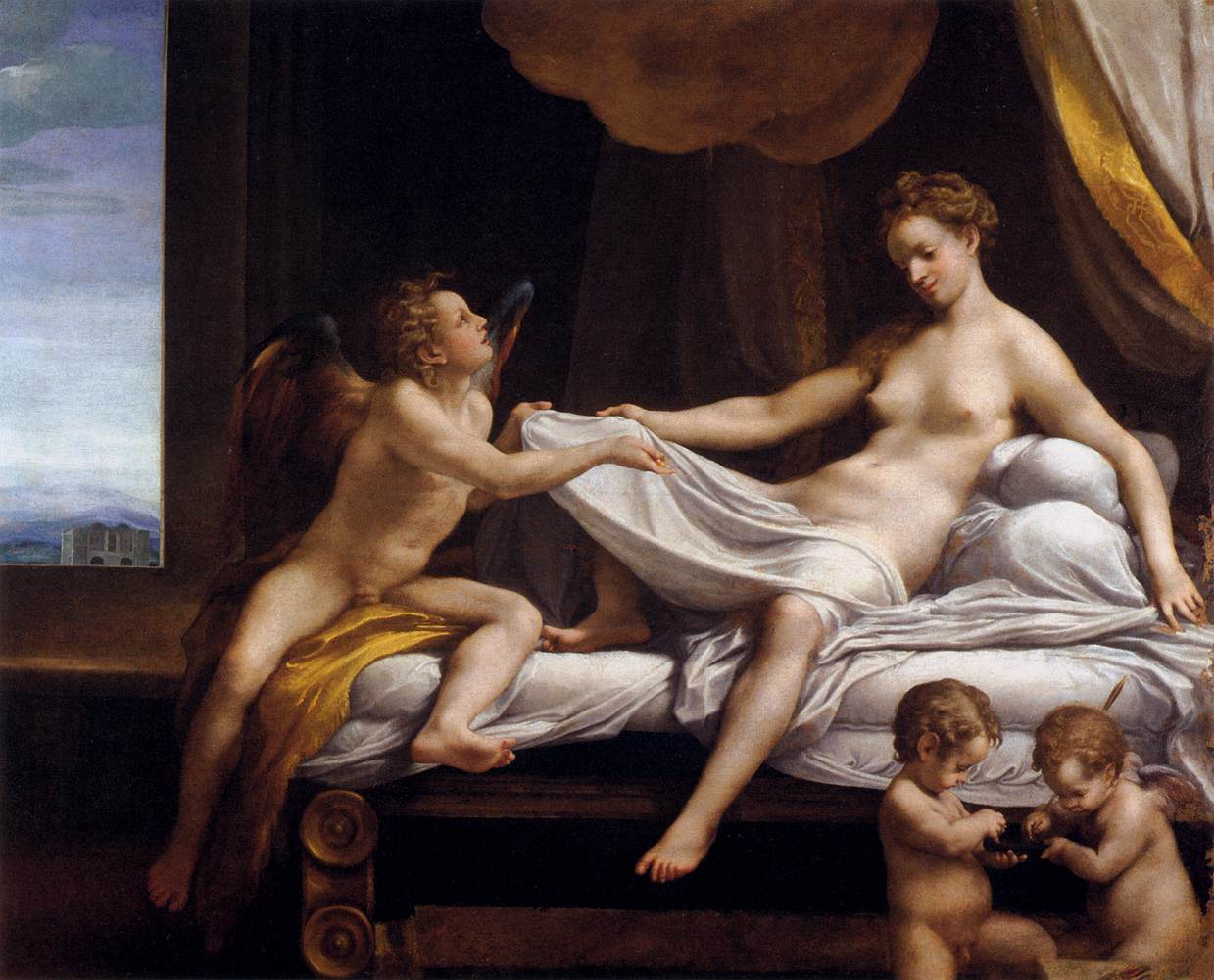
Strauss va mostrar al llibretista Gregor aquest quadre de Danae pintat per Correggio i li va dir: «és aquesta llum i aquesta alegria la què estic buscant».

Uns quants més tard, el 1936, la va reprendre, sense Hofmannsthal que ja havia mort (1929), donant el material original a Josef Gregor per tal que confeccionés el llibret definitiu. La concepció de Gregor de la trama va ser diferent de l'escenari pensat per Hofmannsthal, més pesat i escolàstic, i Strauss va rebutjar diversos esborranys abans d'aprovar la versió de Gregor. S'explica que en una ocasió, Strauss li va mostrar a Gregor el quadre de Danae d'Antonio da Correggio de la Galeria Borghese de Roma i li8 va dir: «és aquesta llum i aquesta alegria la què estic buscant».

## Representacions

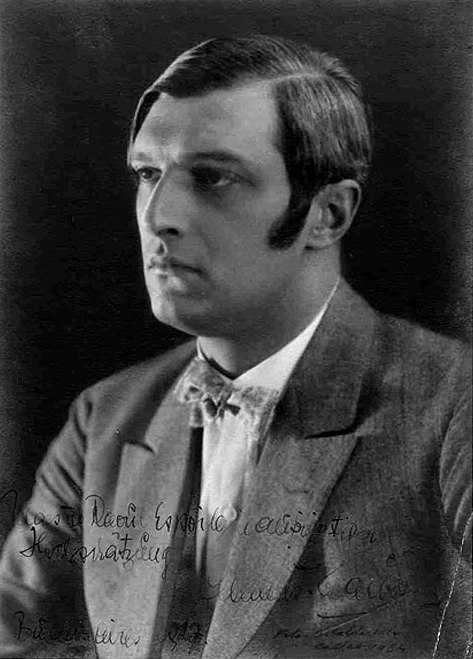
Clemens Krauss fou el padrí de l'òpera i el director de l'estrena

Els assajos de Die Liebe der Danae van començar després de l'exitosa estrena de Capriccio, un treball que Strauss havia acabat després d'haver completat la partitura de Die Liebe der Danae.
Tot i que Strauss era partidari en un principi de no permetre la primera representació fins després de la guerra,
Es van fer els assajos per a ser representada a mitjan agost del 1944, però, després de l'atemptat del 20 de juliol per assassinar Hitler, Joseph Goebbels va declarar la «guerra total» i van tancar tots els teatres dins del Tercer Reich i, per tant, l'obra no va poder tenir una representació pública. Els nazis no obstant això van permetre un assaig a Salzburg, dirigit per Clemens Krauss el 16 d'agost, perquè Strauss i una audiència convidada pogués sentir l'obra representada. Durant l'assaig orquestral abans de la presentació privada, Strauss va ser al fossat de l'orquestra per escoltar més de prop el bell interludi final en l'últim acte.
La primera representació pública, també amb Krauss, va ser al Festival de Salzburg el 14 d'agost de 1952, tres anys després de la mort de Strauss. Va ser llavors quan es va representar al Royal Opera House de Londres el 16 de setembre de 1953, amb Rudolf Kempe.
L'obra ha rebut només representacions esporàdiques, principalment a causa de les considerables exigències vocals i la complexitat de les seves direccions escèniques. La primera representació nord-americana va ser a la Universitat del Sud de Califòrnia a Los Angeles el 10 d'abril de 1964. Es va representar com a part de les temporades del festival d'estiu de 1982 i 1985 per l'Òpera de Santa Fe dirigida pel fundador de la companyia i gran entusiasta de Strauss, John Crosby. La Semperoper de Dresden va fer tres representacions de l'òpera al març de 2009. El 2006 Renée Fleming va gravar l'interludi final i l'ària de Danae de l'Acte III amb l'Orquestra del Teatre Mariïnski dirigit per Valeri Guérguiev per al CD de la Decca titulat Homage: The Age of the Diva.
En els últims anys, l'òpera, sol ser representada en concert en lloc d'escenificar-se.

## Personatges
| Personatge                                              | Tessitura                     | Repartiment de l'estrena 16 d'agost de 1944 (assaig amb vestuari) (Director: Clemens Krauss) | Repartiment de l'estrena pública 14 d'agost de 1952 (Director: Clemens Krauss) |
| ------------------------------------------------------- | ----------------------------- | -------------------------------------------------------------------------------------------- | ------------------------------------------------------------------------------ |
| Júpiter                                                 | baríton                       | Hans Hotter                                                                                  | Paul Schöffler                                                                 |
| Merkur (Mercuri)                                        | tenor                         | Franz Klarwein                                                                               | Josef Traxel                                                                   |
| Pollux, rei d'Eos                                       | tenor                         | Karl Ostertag                                                                                | László Szemere                                                                 |
| Danae, la seva filla                                    | soprano dramàtica             | Viorica Ursuleac                                                                             | Annelies Kupper                                                                |
| Xanthe, el seu servent                                  | soprano                       | Irmgard Handler                                                                              | Anny Felbermayer                                                               |
| Mides, rei de Lidia                                     | tenor                         | Horst Taubmann                                                                               | Josef Gostic                                                                   |
| Quatre reines: Semele Europa Alkmene Leda               | soprano mezzosoprano contralt | Maud Cunitz Stefania Fratnik Maria Cornelius Anka Jelacic                                    | Dorothea Siebert Esther Réthy Georgine von Milinkovic Sieglinde Wagner         |
| Quatre reis, nebots de Pólux                            | 2 tenors, 2 baixos            | Josef Trojan-Regar Walter Carnuth Georg Wieter Franz Theo Reuter                             | August Jaresch Erich Majkut Harald Pröglhöf Franz Bierbach                     |
| Quatre guardians                                        | baixos                        |                                                                                              |                                                                                |
| Creditors, servents i seguidors de Pólux i Dánae, poble |                               |                                                                                              |                                                                                |

## Argument
Danae, el pare del qual el rei Pollux està en fallida i assetjat per creditors, somia amb un marit ric en termes d'una pluja d'or. Enviats reials tornen amb notícies que Mides, qui pot fer que tot es torni d'or, ha consentit a cortejar a Danae, i s'anuncia la seva arribada a la badia. Danae rep a un estranger que és Mides disfressat com el seu propi servent. Estranyament atrets entre si, ells passen a la badia on el suposat rei Mides (en realitat Júpiter buscant una altra conquesta femenina) saluda a Danae. Júpiter es prepara per al seu matrimoni amb Danae però, tement que la seva esposa Juno el descobreixi, força a Mides que el substitueixi en la cerimònia. Quan Danae i Mides s'abracen, ella es torna estàtua d'or i Júpiter pretén que ella sigui la seva núvia divina. No obstant això la seva veu crida al mortal Mides, que torna a la vida, i els amants desapareixen en la foscor. Júpiter anuncia que ella serà maleïda amb la pobresa. Mides, retornat a la seva anterior existència com un conductor de rucs, revela a Danae el seu pacte trencat amb Júpiter, però Danae admet que va ser l'amor, més que la seva capa daurada, la que va guanyar el seu cor. Júpiter paga als creditors de Pollux amb una dutxa d'or, i adonant-se que Danae és una mica més que un caprici amorós, fa un últim i desesperat intent de tornar-la a conquistar. Tanmateix, ella li dona un prenedor d'or i el déu accepta la seva pèrdua amb un adéu commovedor.

## Enregistraments
| Any  | Repartiment: Júpiter, Mercuri, Pólux, Dánae                            | Director,Teatre d'Òpera i Orquestra | Segell discogràfic                                                    |
| ---- | ---------------------------------------------------------------------- | --- | --------------------------------------------------------------------- |
| 1952 | Paul Schöffler, Josef Traxel, László Szemere, Annelies Kupper          | Clemens Krauss, Orquestra Filharmònica de Viena i el Cor de l'Òpera Estatal de Viena (Enregistrament d'una representació del Festival de Salzburg, 14 d'agost)           | Àudio CD: MelodramCat: 37061;OrfeoCat: C 292 923                      |
| 2000 | Peter Coleman-Wright, Michael Hendrick, William Lewis, Lauren Flanigan | Leon Botstein, Orquestra Simfònica d'Amèrica i Concert Chorale de Nova York (Enregistrament d'una interpretació de concert en Avery Fisher Hall, Nova York, 16 de gener) | Àudio CD: Telarc Cat: CD 80570                                        |
| 2003 | Franz Grundheber, Robert Chafin, Paul McNamara, Manuela Uhl            | Ulrich Windfuhr, Orquestra Filharmònica de Kiel i Cor de l'Òpera de Kiel (Enregistrament de dues representacions de concert en Kieler Schloss, Kiel, 2 i 11 d'abril)     | Àudio CD: cpoCat: 999967-2                                            |
| 2011 | Mark Delavan, Thomas Blondelle, Burkhard Ulrich, Manuela Uhl           | Andrew Litton, Orquestra i cor de la Deutsche Oper Berlin, (Gravat en una actuació a Berlín. El director de l'escena, Kirsten Harms)                                     | DVD: Arthaus Musik, Cat: 101 580 Blu-ray: Arthaus Musik, Cat: 108 032 |